# メバル属

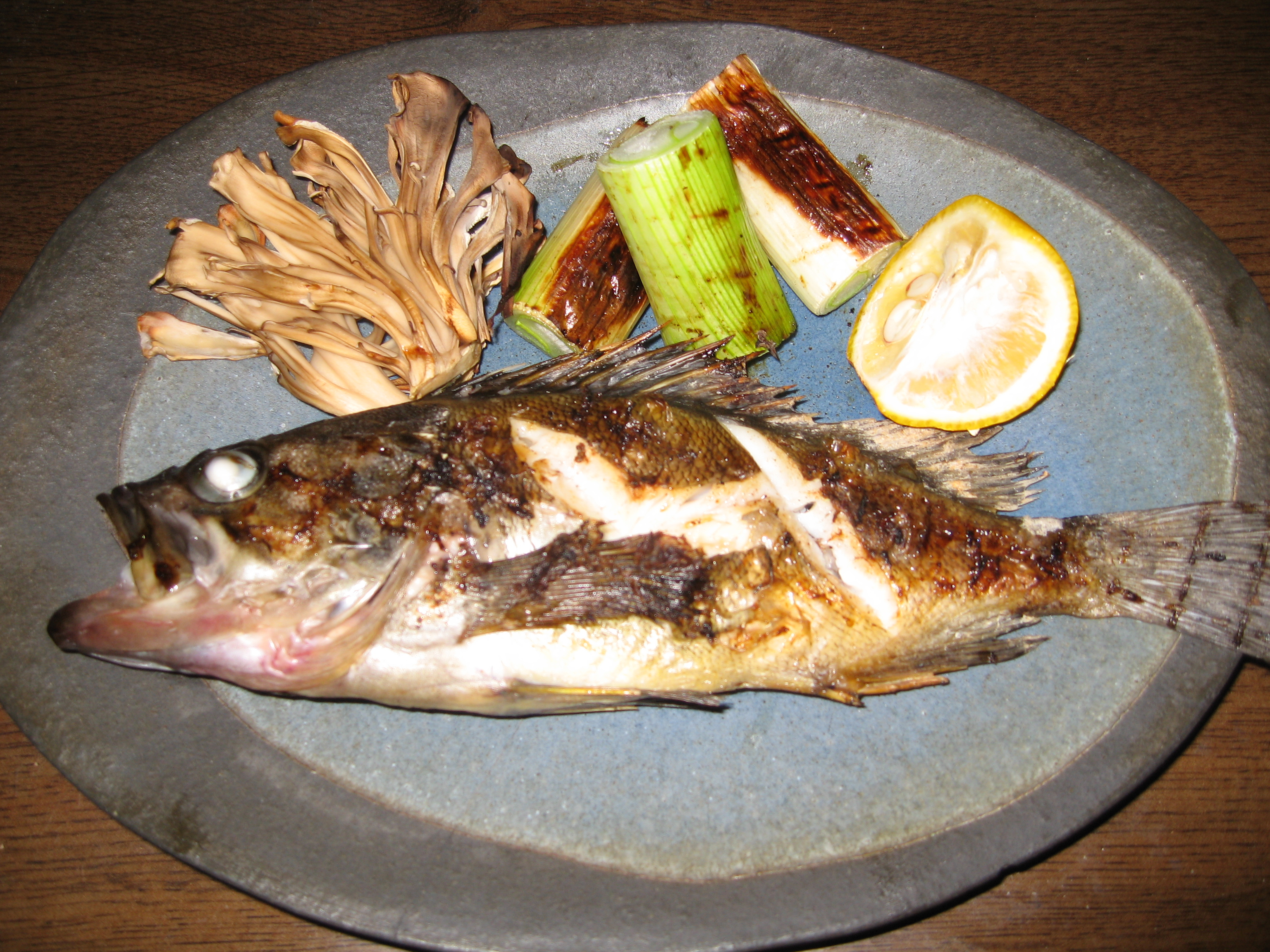
ソイの塩焼き

メバル属（メバルぞく、眼張属、学名：Sebastes）はメバル科の属の1つ。大西洋と太平洋に分布し、主に比較的冷たい海域を好む底魚が含まれる。

## 分類
1829年にフランスの動物学者であるジョルジュ・キュヴィエによって提唱され、タイプ種である Perca norvegica はノルウェーの動物学者であるPeter Ascaniusによって1772年に最初に記載された。フサカサゴ科のメバル亜科に分類されていたが、21世紀に入っての研究成果により、メバル科 Sebastidae という新しい名称の分類群に含まれることとなった。またカサゴ目に分類されていたが、スズキ目のカサゴ亜目に分類されることが明らかになった。
属名はギリシア語の「Sebastos」に由来し、これはローマ皇帝であるアウグストゥスへの敬称で、イビサ島ではモトアカウオの古い呼称であった。キュヴィエはこれを「尊敬すべき」と訳した。
最古の化石は、アメリカ合衆国のカリフォルニア州から発見された中新世のものであるが、ベルギーから発見された化石がメバル属のものであるなら、漸新世までさかのぼる可能性がある。

## 下位分類
以下の種が分類されている。

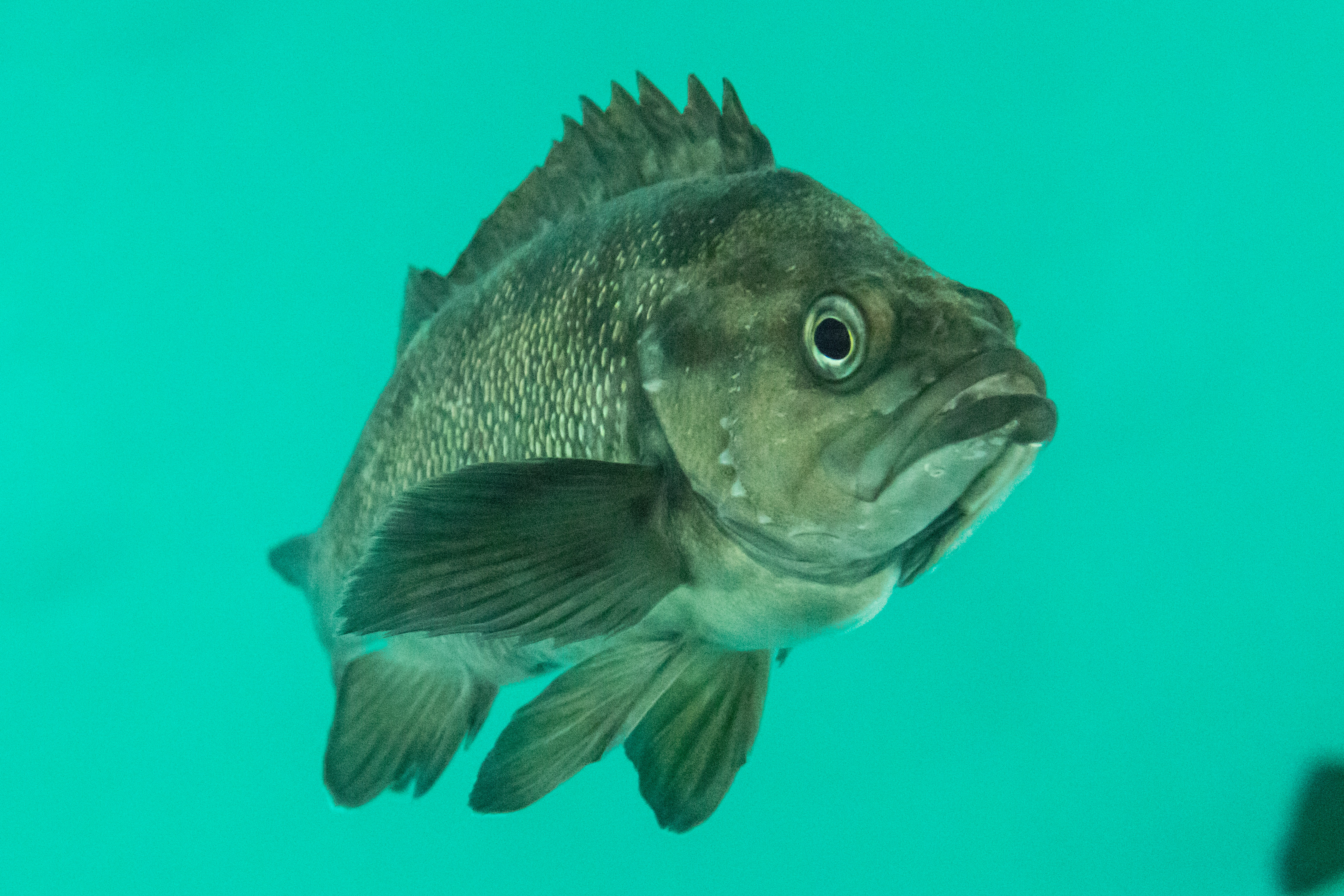
エゾメバル Sebastes taczanowskii

- Sebastes aleutianus (Jordan & Evermann, 1898) (rougheye rockfish)
- アラスカメヌケ Sebastes alutus (Gilbert, 1890) (Pacific ocean perch) 体長50 cm ほど。体色は鮮やかな赤色。アラスカ湾、ベーリング海近辺から宮城県沖、南カリフォルニアまでの北太平洋に分布。
- Sebastes atrovirens (Jordan & Gilbert, 1880) (kelp rockfish)
- Sebastes auriculatus Girard, 1854 (brown rockfish)
- Sebastes aurora (Gilbert, 1890) (aurora rockfish)
- Sebastes babcocki (W. F. Thompson, 1915) (redbanded rockfish)
- バラメヌケ Sebastes baramenuke (Wakiya, 1917)
- ヒレグロメヌケ Sebastes borealis Barsukov, 1970 (shortraker rockfish)
- Sebastes brevispinis (Bean, 1884) (silvergray rockfish)
- Sebastes capensis (Gmelin, 1789) (Cape redfish)
- Sebastes carnatus (Jordan & Gilbert, 1880) (gopher rockfish)
- Sebastes caurinus Richardson, 144 (copper rockfish)
- シロメバル Sebastes cheni (Barsukov, 1988) (Japanese white seaperch) 釣魚としての日本語俗称は「青（あお）」「青地（あおじ）」。
- Sebastes chlorostictus (Jordan & Gilbert, 1880) (greenspotted rockfish)
- Sebastes chrysomelas (Jordan & Gilbert, 1881) (black-and-yellow rockfish)
- Sebastes ciliatus (Tilesius, 1813) (dusky rockfish)
- Sebastes constellatus (Jordan & Gilbert, 1880) (starry rockfish)
- Sebastes cortezi (Beebe & Tee-Van, 1938) (Cortez rockfish)
- クロブチメヌケ Sebastes crameri (Jordan, 1897) (darkblotched rockfish)
- Sebastes dallii (C. H. Eigenmann & Beeson, 1894) (calico rockfish)
- Sebastes diaconus Frable, Wagman, Frierson, Aguilar & Sidlauskas, 2015 (deacon rockfish)
- ハナサケメヌケ Sebastes diploproa (Gilbert, 1890) (splitnose rockfish)
- Sebastes elongatus Ayres, 1859 (greenstriped rockfish)
- Sebastes emphaeus (Starks, 1911) (Puget Sound rockfish)
- Sebastes ensifer Chen, 1971 (swordspine rockfish)
- ゴケメヌケ (カゴメヌケ) Sebastes entomelas (Jordan & Gilbert, 1880) (widow rockfish)
- Sebastes eos (C. H. Eigenmann & R. S. Eigenmann, 1890) (pink rockfish)
- Sebastes exsul Chen, 1971 (buccaneer rockfish)
- アメリカアカウオ Sebastes fasciatus Storer, 1854 (Acadian redfish)
- サンコウメヌケ Sebastes flammeus (Jordan & Starks, 1904)
- キオビレメヌケ Sebastes flavidus (Ayres, 1862) (Yellowtail rockfish)
- Sebastes gilli (R. S. Eigenmann, 1891) (Bronzespotted rockfish)
- クロメヌケ Sebastes glaucus Hilgendorf, 1880 (Gray rockfish)
- カリフォルニアメバル Sebastes goodei (C. H. Eigenmann & R. S. Eigenmann, 1890) (chilipepper rockfish)
- トゲメヌケ Sebastes helvomaculatus Ayres, 1859 (rosethorn rockfish)
- Sebastes hopkinsi (Cramer, 1895) (squarespot rockfish)
- ヨロイメバル Sebastes hubbsi (Matsubara, 1937) 体長20 cm 前後になる。青森県津軽地方から三重県､瀬戸内海､九州北部、朝鮮半島周辺。浅い岩礁域に棲息。
- コウライキツネメバル Sebastes ijimae (Jordan & Metz, 1913)
- アカメバル Sebastes inermis G. Cuvier, 1829 (Japanese red seaperch) 釣魚としての日本語俗称は「赤（あか）」「金（きん）」、および、「沖メバル（おきメバル）」。かつてはシロメバル、クロメバルを含むメバルとされていた。
- オオサガ Sebastes iracundus (Jordan & Starks, 1904)
- ヤナギメバル Sebastes itinus (Jordan & Starks, 1904)
- Sebastes jordani (Gilbert, 1896) (shortbelly rockfish)
- トゴットメバル Sebastes joyneri Günther, 1878 (Togot seaperch) 全長20 cm ほど。ウスメバルに似るが、小型でまだら模様も小さい。メバルよりも深い海域に生息する。
- カタボシアカメバル Sebastes kiyomatsui Kai & Nakabo, 2004
- Sebastes koreanus Kim & Lee, 1994
- Sebastes lentiginosus Chen, 1971 (freckled rockfish)
- Sebastes levis (C. H. Eigenmann & R. S. Eigenmann, 1889) (cowcod)
- コウライヨロイメバル Sebastes longispinis (Matsubara, 1934) 15 cm くらいまでの小さなメバル類で沿岸の浅い岩礁や砂底に棲息。本種は尾鰭の前半分に幅の広い白い帯があることで識別できる。北海道および九州南部、土佐湾を周辺を除く日本各地、朝鮮半島、黄海北部周辺に分布[7]。
- Sebastes macdonaldi (C. H. Eigenmann & Beeson, 1893) (Mexican rockfish)
- キマダラメヌケ (ハリナガメバル) Sebastes maliger (Jordan & Gilbert, 1880) (quillback rockfish)
- アコウダイ Sebastes matsubarai Hilgendorf, 1880 体長は60 cm 以上に達し、全身が鮮やかな赤色をしている。太平洋側の、水深500–1000 m ほどの大陸棚斜面に生息する。釣りなどで漁獲され食用になるが、釣り上げた際は急激な水圧の変化で鰾が膨張し内臓を圧迫するため、目が飛び出た状態で上がってくる。このためアコウダイ、もしくは近縁の種類を指して「メヌケ（目抜け）」という別名がある。
- アラスカクロメヌケ Sebastes melanops Girard, 1856 (black rockfish)
- Sebastes melanosema R. N. Lea & Fitch, 1979 (semaphore rockfish)
- アラメヌケ[14] Sebastes melanostictus (Matsubara, 1934) (blackspotted rockfish)
- Sebastes melanostomus (C. H. Eigenmann & R. S. Eigenmann, 1890) (blackgill rockfish)
- チヒロアカウオ (オキアカウオ) Sebastes mentella Travin, 1951 (deepwater redfish)
- Sebastes miniatus (Jordan & Gilbert, 1880) (vermilion rockfish)
- アカガヤ Sebastes minor Barsukov, 1972
- Sebastes moseri Eitner, 1999 (whitespeckled rockfish)
- アオメヌケ Sebastes mystinus (Jordan & Gilbert, 1881) (blue rockfish)
- Sebastes nebulosus Ayres, 1854 (China rockfish)
- Sebastes nigrocinctus Ayres, 1859 (tiger rockfish)
- ゴマソイ Sebastes nivosus Hilgendorf, 1880 (snowy rockfish)
- モトアカウオ (タイセイヨウアカウオ) Sebastes norvegicus (Ascanius, 1772) (golden redfish) 体長は50–100 cm。カナダからグリーンランド付近の北洋の深海域に生息している。
- Sebastes notius Chen, 1971
- オウゴンムラソイ Sebastes nudus Matsubara, 1943 分布域はムラソイとほぼ同様であるが、ムラソイより冷水を好むようで、北海道にも分布し、温かい黒潮の影響を受ける九州、四国、和歌山から東海地方にかけての沿岸部には見られない[7]。
- タケノコメバル Sebastes oblongus Günther, 1877 (oblong rockfish) 全長40 cm ほどで、メバルより大型になる。体表は黄褐色の地に濃い褐色の斑点が散らばっており、これがタケノコの皮の模様に似ることからこの和名がある。地方名はベッコウゾイ（東北地方）、ボイジョ（石巻市近隣）。また、メバルほど目は大きくない。分布域・生息域ともメバルとほぼ同じだが、生息密度には地域によってむらがある。産卵期は秋から初冬にかけてで、繁茂したホンダワラ類に稚魚を産む。食用にするとメバルよりも身が固く歯ごたえがある。生命力が非常に強く釣りあげられても冷蔵庫等で保存すれば一晩位生きている。
- ミナミカサゴ Sebastes oculatus Valenciennes, 1833 (Patagonian redfish)
- Sebastes ovalis (Ayres, 1862) (speckled rockfish)
- ハツメ Sebastes owstoni (Jordan & Thompson, 1914) (Japanese yellow seaperch) 鉢目。体長25 cm 前後になる。千葉県、島根県以北。朝鮮半島、沿海州、オホーツク海。水深100–300 m。
- ムラソイ Sebastes pachycephalus Temminck & Schlegel, 1843 ムラソイ、オウゴンムラソイ、ホシナシムラソイ、アカブチムラソイは旧"ムラソイ" Sebastes pachycephalus の4亜種とされていたが、遺伝学的な手法を用いて分類学的な整理がなされ、亜種はなくなるとともに、ムラソイ、オウゴンムラソイの2種にまとめられた[7][15][16]。ムラソイとオウゴンムラソイはコウライヨロイメバルとは尾鰭の白い帯の有無、ヨロイメバルとは腹鰭の斑紋や背びれの棘数で分けられる。また、ムラソイとオウゴンムラソイの識別点は、ムラソイでは背鰭の棘部の付け根に小さな鱗があるのに対してオウゴンムラソイでは少なくとも第5、6棘付近までそのような鱗は見られない[7]。ムラソイは主に北海道南部から九州北部､宮崎県の[17]日本各地、朝鮮半島南部、黄海北部周辺に分布[7]。
- Sebastes paucispinis Ayres, 1854 (Bocaccio rockfish)
- Sebastes peduncularis Chen, 1975
- Sebastes phillipsi (Fitch, 1964) (chameleon rockfish)
- Sebastes pinniger (T. N. Gill, 1864)) (canary rockfish)
- キタノメヌケ Sebastes polyspinis (Taranetz & Moiseev, 1933) (Northern rockfish) 体長40 cm ほど。体色は赤色。アラスカ湾、ベーリング海近辺に分布。
- Sebastes proriger (Jordan & Gilbert, 1880) (redstripe rockfish)
- Sebastes rastrelliger (Jordan & Gilbert, 1880) (grass rockfish)
- Sebastes reedi (Westrheim & Tsuyuki, 1967) (yellowmouth rockfish)
- Sebastes rosaceus Ayres, 1854 (rosy rockfish)
- Sebastes rosenblatti Chen, 1971 (greenblotched rockfish)
- アラスカアカゾイ Sebastes ruberrimus (Cramer, 1895) (yelloweye rockfish)
- シマメヌケ Sebastes rubrivinctus (Jordan & Gilbert, 1880) (flag rockfish) 北太平洋に生息する。体長50 cm 前後になる。
- Sebastes rufinanus R. N. Lea & Fitch, 1972 (dwarf red rockfish)
- Sebastes rufus (C. H. Eigenmann & R. S. Eigenmann, 1890) (bank rockfish)
- Sebastes saxicola (Gilbert, 1890) (stripetail rockfish)
- クロソイ Sebastes schlegelii Hilgendorf, 1880 (Korean rockfish) 体長は50 cm を超える大型種で、和名どおり全身が黒い。目と唇の間に3本の棘があるのでキツネメバルと区別できる。日本（主に北海道から九州北部）と朝鮮半島、中国北部の沿岸域に分布し、浅い海の岩礁域に生息する。東日本では高級魚として扱われる。
- ウケグチメバル Sebastes scythropus (Jordan & Snyder, 1900) (sullen rockfish)
- Sebastes semicinctus (Gilbert, 1897) (halfbanded rockfish)
- Sebastes serranoides (C. H. Eigenmann & R. S. Eigenmann, 1890) (olive rockfish)
- Sebastes serriceps (Jordan & Gilbert, 1880) (treefish)
- Sebastes simulator Chen, 1971 (pinkrose rockfish)
- Sebastes sinensis (Gilbert, 1890) (blackmouth rockfish)
- Sebastes spinorbis Chen, 1975
- ヤナギノマイ Sebastes steindachneri Hilgendorf, 1880 (yellow body rockfish) 柳の舞。体長30 cm ほど。体色は赤みのかかった黄金色。東北地方以北の日本海、オホーツク海に分布。
- エゾメバル Sebastes taczanowskii Steindachner, 1880 (white-edged rockfish) 蝦夷眼張。体長25 cm ほど。体色は淡褐色から赤橙色で尾鰭後縁部が白色。北海道から岩手県にかけての岩礁域に棲息する[18][19]。
- ウスメバル Sebastes thompsoni (Jordan & C. L. Hubbs, 1925) (goldeye rockfish) 全長30 cm ほど。体はうすい赤褐色で上半分に褐色の大きなまだら模様がある。普段は水深50–150 m ほどの岩礁域に生息するが高水温時の夜間には浅海に出現することもある。体色や生息域から「アカメバル」、「オキメバル」という別名もある。日本での主な分布域は相模湾以北の太平洋沿岸域、北海道、日本海沿岸域の冷水域[7]。
- シマゾイ (シマソイ) Sebastes trivittatus Hilgendorf, 1880 (threestripe rockfish)
- Sebastes umbrosus (Jordan & Gilbert, 1882) (honeycomb rockfish)
- ナガメヌケ (ナガメバル) Sebastes variabilis (Pallas, 1814) (light dusky rockfish)
- Sebastes variegatus Quast, 1971 (harlequin rockfish)
- Sebastes varispinis Chen, 1975
- クロメバル Sebastes ventricosus Temminck & Schlegel, 1843 (Japanese black seaperch) 釣魚としての日本語俗称（呼び分け）は「黒（くろ）」。
- ニシアカウオ Sebastes viviparus Krøyer, 1845 (Norway redfish)
- キツネメバル Sebastes vulpes Döderlein, 1884 (fox jacopever) 狐目張。通称ソイ・マゾイなど。全長30 cm ほど。北海道南部以南から山口県、房総半島の深い海域に生息する。
- ガヤモドキ Sebastes wakiyai (Matsubara, 1934)
- Sebastes wilsoni (Gilbert, 1915) (pygmy rockfish)
- Sebastes zacentrus (Gilbert, 1890) (sharpchin rockfish)
- タヌキメバル Sebastes zonatus Chen & Barsukov, 1976 (banded jacopever)

## 形態
体形は細長いものから太いものまで様々で、中程度または強く側扁しており、頭部は比較的大きい。目は大きいものから小さいものまで様々である。頭部の棘の有無や、その頑丈さは種によって異なるものの、その数は最大8本である。眼下の水平の棘状の隆起は無い。顎には小さな円錐形の歯が多数あり、口蓋にも歯がある。背鰭は1基で、棘部分の後部は強く切れ込みが入っており、12-15本の頑丈な棘と、その後方にある9-16本の軟条から成る。臀鰭は2-4棘と6-11軟条から成る。腹鰭は1棘と5軟条から成り、胸鰭の下に位置する。胸鰭は大きく、丸いか尖った形をしており、14-22本の軟条から成り、中央部が最も長い。尾鰭は截形またはわずかに凹んだ形である。側線に沿って孔のある鱗または管状の鱗が並ぶ。大きさは13.7cmの S. koreanus から108cmのヒレグロメヌケまで様々である。

## 分布と生態
北太平洋、南太平洋、大西洋の温帯海域に分布する。多くは北太平洋に分布するが、1種は南太平洋と南大西洋に分布し、4種が北大西洋に分布する。多様性の最も高い地域は、56種が確認されているカリフォルニア湾南部である。潮間帯から水深3,000mの大陸斜面まで見られ、通常は底魚であり、岩の周りに生息することが多い。魚類の中でも長命であり、いくつかの種は100歳を超えることが知られており、S. aleutianus は205歳の個体が報告されている。

## 人との関わり
スポーツフィッシングや商業目的として重要であり、多くの種が乱獲されている。その結果、多くの地域で漁期が厳しく管理されている。より高価なフエダイ科のNorthern red snapperと不正に交換されることがある。